# چنوواتس
چنوواتس (به صربی: Ćenovac) یک روستا در صربستان است که در لبانه واقع شده‌است. چنوواتس ۴۲۳ نفر جمعیت دارد.